# Ceramiopsis paraguayensis
Ceramiopsis paraguayensis är en stekelart som beskrevs av Berton 1921. Ceramiopsis paraguayensis ingår i släktet Ceramiopsis och familjen Masaridae. Inga underarter finns listade.